# Melvin Johnson (cestista 1990)
Melvin Johnson III (Dallas, 20 maggio 1990) è un ex cestista statunitense.